# Ledereragrotis sanctmoritzi
Ledereragrotis sanctmoritzi är en fjärilsart som beskrevs av Bang-haas 1906. Ledereragrotis sanctmoritzi ingår i släktet Ledereragrotis och familjen nattflyn. Inga underarter finns listade i Catalogue of Life.